# OpenSearch
OpenSearch is een verzameling technologieën waarmee resultaten van zoekmachines en websites worden verzameld in een gestandaardiseerd en machinaal leesbaar formaat.
OpenSearch werd ontwikkeld door A9.com, een voormalig bedrijfsonderdeel van het Amerikaanse Amazon. De eerste versie van OpenSearch werd tijdens een conferentie onthuld op 15 maart 2005.
De OpenSearch-specificatie is onder een Creative Commons Attribution-ShareAlike 2.5-licentie vrijgegeven. Webbrowsers die de technologie van OpenSearch ondersteunen zijn onder meer Safari, Microsoft Edge, Firefox en Google Chrome. In 2019 maakte Mozilla bekend dat het de technologie gaat uitfaseren.

## Ontwerp

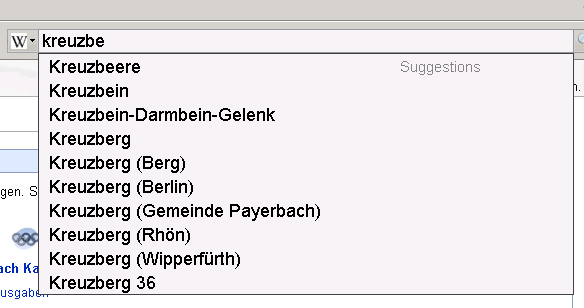
Voorgestelde zoekresultaten in de Duitse Wikipedia.

OpenSearch bestaat uit twee hoofdelementen:
1. Een OpenSearch-beschrijvingsbestand in XML-formaat dat beschrijft hoe men toegang krijgt tot een zoekmachine of website.
2. Een uitvoerformaat voor zoekresultaten op basis van RSS 2.0 of Atom 1.0 dat wordt gebruikt om het zoekresultaat uit te voeren.

Verder zijn er een reeks onderdelen:
- XML-bestanden met beschrijvingen
- Query-syntaxis
- RSS
- Aggregators
- Auto-discovery-functie